# Гондрвил (Мерт и Мозел)
Гондрвил (фр. Gondreville) насеље је и општина у североисточној Француској у региону Лорена, у департману Мерт и Мозел која припада префектури Тул.
По подацима из 2011. године у општини је живело 2901 становника, а густина насељености је износила 115,9 становника/km². Општина се простире на површини од 25,03 km². Налази се на средњој надморској висини од 200 метара (максималној 330 m, а минималној 196 m).

## Демографија
| 1962. | 1968. | 1975. | 1982. | 1990. | 2011. |
| ----- | ----- | ----- | ----- | ----- | ----- |
| 1.311 | 1.274 | 1.476 | 1.592 | 2.145 | 2.901 |

График промене броја становника у току последњих година